# The Bouncing Souls (album)
The Bouncing Souls è il terzo album della band pop punk omonimo, il primo pubblicato dalla Epitaph Records.

## Tracce
1. Cracked – 1:56
2. Say Anything – 1:16
3. Kate Is Great – 2:54
4. Lowlife – 1:16
5. Chunksong – 1:08
6. East Side Mags – 1:06
7. The Toilet Song – 1:23
8. Single Successful Guy – 1:58
9. Whatever I Want (Whatever That Is) – 1:23
10. Serenity – 2:25
11. Party at 174 – 1:53
12. Holiday Cocktail Lounge – 2:01
13. The Screamer – 1:57
14. East Coast Fuck You! – 1:01
15. I Like Your Eyes – 1:02
16. Shark Attack – 1:22

## Formazione
- Greg Attonito – voce
- Pete Steinkopf – chitarra
- Bryan Keinlen – basso
- Shal Khichi – batteria